# Gloria Bistrița
Gloria Bistrița war ein rumänischer Fußballverein aus Bistrița, Kreis Bistrița-Năsăud, Siebenbürgen. Der Verein konnte trotz langjähriger Erstligazugehörigkeit nie rumänischer Meister werden, gewann jedoch 1994 den rumänischen Pokal (rumänisch Cupa României).

## Geschichte
Der Club wurde am 6. Juli 1922 unter dem Namen Clubul de Fotbal Gloria 1922 Bistrița gegründet. Bis Anfang der 1950er Jahre konnte der Verein keine nennenswerten Erfolge erzielen. 1950 wurde der Verein in Clubul de Fotbal PROGRESUL 1922 Bistrița umbenannt, 1958 erfolgte die Rückbenennung in Clubul de Fotbal GLORIA 1922 Bistrița.
1957 stieg der Verein in die zweite rumänische Liga auf. 1962 bestritt die Mannschaft das erste internationale Spiel gegen Metropol, ein Team aus Brasilien, welches jedoch mit 0:2 verloren wurde. Bis 1975 stieg der Verein häufig zwischen der zweiten und dritten Liga auf und ab, danach spielte das Team 15 Jahre lang ununterbrochen in der zweiten Liga.
Von 1990 bis 2011 spielte der Verein in der Liga 1, der höchsten rumänischen Liga. Am 27. Juni 2005 wurde Ioan Sabău als Trainer verpflichtet, unter dessen Führung die Mannschaft in der Saison 2006/07 Platz sechs erreichte und im UEFA Intertoto Cup spielte. Dort scheiterte der Club in der dritten Runde, aufgrund der Auswärtstorregel, am spanischen Spitzenverein Atlético Madrid. Nach dem 7. Spieltag der Saison 2009/10 wurde der Cheftrainer Sandu Tăbîrcă entlassen und durch Marian Pană ersetzt, der bereits in der Winterpause Marius Șumudică weichen musste. Dieser führte Gloria zum Klassenerhalt, ehe er zu Rapid Bukarest wechselte. Sein Nachfolger Laurențiu Reghecampf blieb zu Beginn der Spielzeit 2010/11 bis zum 12. Spieltag, ehe er von Nicolae Manea abgelöst wurde.
Während der Saison 2010/11 ergänzte der rumänische Fußballverband die Lizenzkriterien für die Liga 1 um einen Passus, der die Schuldenfreiheit eines Vereins gegenüber dem rumänischen Staat vorsah. Gloria Bistrița wurde daraufhin am 31. Mai 2011 in erster Instanz die Lizenz entzogen, obwohl der Klassenerhalt sportlich sichergestellt worden war. Am 18. Juli 2011 bestätigte der Internationale Sportgerichtshof den Lizenzentzug und Gloria musste nach 21 Jahren Erstligazugehörigkeit den Gang in die Liga II antreten. In der Saison 2011/12 gelang als Zweitplatzierter der sofortige Wiederaufstieg. Der Verein musste jedoch nach der Saison 2012/13 erneut als 18. aus der ersten Liga absteigen. In der Saison 2014/15 stieg der Verein aus der Liga III ab, ging insolvent und wurde aufgelöst.
Der Nachfolgeverein ACF Gloria 1922 Bistriţa löste sich nach drei Jahren auf und blieb erfolglos. Im Sommer 2018 benannte sich der Verein ACS Dumitra in ACS 1. FC Gloria Bistrița um, um die Tradition des Vereins fortzusetzen. Als 1. FC Gloria Bistrița trat der Klub 2018/19 in der Liga III an. 2025 stieg der Verein als Gloria Bistrița-Năsăud in die Liga II auf und änderte seinen Namen in CS Gloria Bistrița.

## Europapokalbilanz
Gloria Bistrița gewann die Cupa României 1993/94 und nahm zehn Mal an europäischen Wettbewerben teil:
| Saison  | Wettbewerb | Runde    | Gegner     | Gesamt | Hin     | Rück    |
| ------- | ---------- | -------- | ---------- | ------ | ------- | ------- |
| 1993/94 | UEFA-Pokal | 1. Runde | NK Maribor | 0:2    | 0:0 (H) | 0:2 (A) |

Legende: (H) – Heimspiel, (A) – Auswärtsspiel, (N) – neutraler Platz, (a) – Auswärtstorregel, (i. E.) – im Elfmeterschießen, (n. V.) – nach Verlängerung
|-
| 1994/95 || Europapokal der Pokalsieger

|  1. Runde
|  Real Saragossa||  2:5|| 2:1 (H)|| 0:4 (A)
|-
|-
| 1996/97 || Europapokal der Pokalsieger

|  Qualifikation
|  FC Valletta||  4:2|| 2:1 (A)|| 2:1 (H)
|-

|  1. Runde
|  AC Florenz||  1:2|| 1:1 (H)|| 0:1 (A)
|-
|-
| 1997 || UEFA Intertoto Cup

| Gruppenphase
|  HSC Montpellier||  1:2|| 1:2 (H)
|-
|  FK Čukarički||  2:3|| 2:3 (A)
|-
|  Spartak Warna||  2:1|| 2:1 (H)
|-
|  FC Groningen||  1:4|| 1:4 (A)
|-
|-
| 2001 || UEFA Intertoto Cup

|  1. Runde
|  FC Jazz Pori||  (a)2:2(a)|| 0:1 (A)|| 2:1 (H)
|-
|-
| 2002 || UEFA Intertoto Cup

|  1. Runde
|  US Luxemburg||  2:0|| 2:0 (H)|| 0:0 (A)
|-

|  2. Runde
|  KS Teuta Durrës||  3:1|| 3:0 (H)|| 0:1 (A)
|-

|  3. Runde
|  OSC Lille||  0:3|| 0:2 (H)|| 0:1 (A)
|-
|-
| 2003 || UEFA Intertoto Cup

|  1. Runde
|  Bangor City||  6:2|| 1:0 (A)|| 5:2 (H)
|-

|  2. Runde
|  Brescia Calcio||  2:3|| 1:2 (A)|| 1:1 (H)
|-
|-
| 2004 || UEFA Intertoto Cup

|  1. Runde
|  FC Thun||  0:2|| 0:2 (A)|| 0:0 (H)
|-
|-
| 2005 || UEFA Intertoto Cup

|  1. Runde
|  Olympiakos Nikosia||  16:00|| 5:0 (A)|| 11:0 (H)0
|-

|  2. Runde
|  NK Slaven Belupo||  2:4|| 2:3 (A)|| 0:1 (H)
|-
|-
| 2007 || UEFA Intertoto Cup

|  1. Runde
|  FK Grbalj Radanovići||  3:2|| 2:1 (H)|| 1:1 (A)
|-

|  2. Runde
|  Maccabi Haifa||  2:2
(3:2 i. E.)|| 2:0 (A)|| 0:2 n. V. (H)
|-

|  3. Runde
|  Atlético Madrid||  (a)2:2(a)|| 2:1 (H)|| 0:1 (A)
|-
|}
Gesamtbilanz: 36 Spiele, 14 Siege, 6 Unentschieden, 16 Niederlagen, 53:44 Tore (Tordifferenz +9)

## Ehemalige Trainer
- Remus Vlad (1990 bis 1992, Februar 1994 bis April 1994, 1996 bis Oktober 1996, 2002 bis 2004)
- Constantin Cârstea (1992 bis Januar 1994, April 1994 bis Oktober 1995, Oktober 1996 bis 2002, 2004 bis 2005)
- Ion Balaur (Oktober 1995 bis 1996)
- Ioan Sabău (27. Juni 2005 bis 2009)
- Sandu Tăbîrcă (2009 bis Oktober 2009)
- Florin Halagian (Oktober 2009)
- Marian Pană (Oktober 2009 bis Dezember 2009)
- Marius Șumudică (Januar 2010 bis Mai 2010)
- Laurențiu Reghecampf (Juni 2010 bis Oktober 2010)
- Nicolae Manea (Oktober 2010 bis 2013)
- Sandu Negrean (seit 2013)